# Thorne Forrester
Thorne Forrester is een personage uit de Amerikaanse soapserie The Bold and the Beautiful. Thorne was er al bij vanaf de eerste aflevering in 1987 maar de rol werd intussen wel al door vier verschillende acteurs gespeeld. Thorne is geen hoofdpersonage en als hij geen verhaallijn heeft is hij soms weken niet te zien op het scherm.

## Personagebeschrijving
Thorne is de tweede zoon van Eric en Stephanie. Thorne heeft altijd in de schaduw van zijn broer Ridge gestaan en hij probeerde zich altijd te bewijzen aan zijn ouders, die hem echter niet de nodige aandacht schonken.
Thorne trouwde met Caroline Spencer sr., die eigenlijk verliefd was op Ridge. In een jaloerse bui schoot Thorne zijn broer neer, maar kon zich dat niet herinneren. Het huwelijk met Caroline liep op de klippen en dan leerde Thorne Macy Alexander kennen. Nadat hij ontdekte dat ze de dochter was van Sally Spectra, de aartsvijand van de Forresters dacht hij dat de gevoelens van Macy niet oprecht waren. De twee trouwden uiteindelijk toch, maar het huwelijk liep spaak.
Dan werd Thorne verliefd op Karen Spencer, de tweelingzus van Caroline, maar ook Macy probeerde Thorne terug voor zich te winnen. Macy en Thorne hertrouwden, maar door Macy’s drankprobleem gingen ze later toch weer uit elkaar.
Thorne werd verliefd op Taylor in 1998. Taylor was zwanger van Ridge, maar die had intussen opnieuw een relatie met Brooke. Thorne kon haar overtuigen om te doen alsof het kind van hem was. Na een tijdje wilde Taylor echter de waarheid vertellen, maar dat probeerden Brooke en Thorne te verhinderen. Nadat Taylor aan Ridge vertelde dat Thomas zijn zoon was verenigden ze zich.

### Brooke
Thorne probeerde het opnieuw met Macy, maar werd dan verliefd op Brooke. De twee probeerden hun verliefdheid te verstoppen voor de hele familie. Toen Stephanie lucht kreeg van de relatie kreeg ze een beroerte. De hele familie was kwaad op het koppel. Brooke was echter vastberaden om een leven met Thorne uit te bouwen. Voor zaken gingen de Forresters naar Venetië. Daar probeerde Ridge Brooke te verleiden zodat Thorne zou inzien dat Brooke van hem hield. Hij ensceneerde een ruzie met Taylor en vertelde Brooke dat zij de vrouw van zijn leven was en probeerde haar te kussen op haar bed. Thorne zag dit alles gebeuren en was verbolgen. Toen Brooke Ridge wegduwde was Thorne al weg. Terwijl hij door de regen liep in Venetië liep hij Macy tegen het lijf, die hem kwam waarschuwen voor Brooke. Thorne en Macy besloten om onmiddellijk te trouwen en namen het eerste vliegtuig dat ze tegenkwamen, naar Amsterdam. Nadat Thorne terugkwam in LA wachtte Brooke hem op om alles uit te leggen, maar dan zei hij dat Macy nu zijn vrouw was. Thorne en Brooke waren echter furieus op Ridge en Eric omdat ze de hele verleiding in scène gezet hadden. Thorne probeerde om zijn huwelijk met Macy te doen slagen, maar bleef toch verliefd op Brooke. Nadat Macy dit ontdekte begon ze opnieuw te drinken. Macy besefte dat Thorne haar niet langer wou en wilde nog één avond met hem in de chalet in Big Bear om afscheid te nemen. Ze hadden een aangename avond en Thorne ging terug naar LA terwijl Macy nog even wilde blijven. Ze brak in tranen uit toen ze buiten een geluid hoorde, ze ging kijken en zag Brooke staan met een envelope in haar hand. Macy nam deze af en zag dat het scheidingspapieren waren. Macy was woedend en maakte ruzie met Brooke. Ze wilde de strijd nu niet opgeven en vechten voor Thorne, ze nam de autosleutels van Brooke om naar LA te rijden en Thorne in te lichten. Brooke kon nog net instappen en ze maakten verder ruzie in de auto. Dan verloor Macy de controle over het stuur toen ze een tegenligger tegenkwamen en de auto van Brooke en een vrachtwagen met benzinetank raakten van de weg. Brooke was gewond en Macy was bij bewustzijn. Thorne die teruggereden was voor Macy kwam bij het accident uit en bevrijdde Brooke uit haar netelige positive, Macy zat klem in haar auto. Thorne bracht Brooke naar de kant van de weg waar nu ook Kimberly, de zus van Macy, was komen opdagen. Dan volgde een explosie en dacht iedereen dat Macy dood was.
Thorne troostte Kimberly en zij werd verliefd op hem. Brooke en Thorne besloten te trouwen en op hun trouwdag kuste Kimberly Thorne voor de journalisten. Brooke besloot om toch niet met het huwelijk door te gaan omdat Rick en Bridget nu nog feller tegen het huwelijk gekant waren. Bridget zag echter in dat Brooke en Thorne echt verliefd waren en gaf hen haar zegen. Ze trouwden in januari 2001.
Tijdens haar huwelijk met Thorne bleef Brooke stoken in het huwelijk van Rick en Amber en probeerde ook te voorkomen dat Bridget zou trouwen met Deacon Sharpe. Op een dag probeerde Brooke Deacon ervan te overtuigen dat Amber zijn zielsverwant was en dat het erg was als je niet bij je zielsverwant kon zijn. Ze dacht elke dag aan haar zielsverwant, Thorne stond te luisteren en dacht dat het over hem ging, maar dan zei Brooke dat ze elke dag aan Ridge dacht. Thorne, die al zijn hele leven in de schaduw van Ridge had moeten staan, was woedend en liet zijn huwelijk annuleren.

### Macy & Darla
Thorne was eenzaam en voelde zich schuldig over de dood van Macy. Toen de Forresters voor zaken naar Portofino gingen zag hij Macy terug op een pier. Macy was door haar vader Adam gered voor de ontploffing en hij had haar mee naar Italië genomen om een nieuw leven uit te bouwen. Ze leefde daar als Lena en had een vriend Lorenzo. Macy keerde terug naar Los Angeles voor haar moeder. Thorne probeerde haar ervan te overtuigen dat ze bij elkaar hoorden, maar Macy trouwde met Lorenzo om niet nog eens gekwetst te worden. Thorne was er het hart van in en had en dronk zich lazarus met Darla Einstein. De twee belandden in bed. Macy zag echter in dat ze nooit zo van Lorenzo kon houden als van Thorne en verzoende zich met hem. Dan ontdekte Darla dat ze zwanger was van Thorne. Ze wilde dat Thorne en Macy haar kind adopteerden, zonder dat Macy zou weten dat Thorne de vader was, maar toen de waarheid aan het licht kwam verliet Macy Thorne en zocht troost bij Deacon. Enkele maanden later kwam Macy om het leven.
Thorne en Darla groeiden naar elkaar toe en werden een koppel. Darla beviel in januari 2004 van een dochter die ze Alexandria noemden, naar Macy Alexander. Midden 2004 trouwden ze. Thorne was erg blij toen Eric hem directeur maakte van Forrester, maar toen Ridge terugkeerde naar het bedrijf en Thorne door had dat Eric hem opnieuw voortrok had hij er genoeg van en hij verliet Forrester om voor Spectra Fashions te gaan werken. Hij stal ontwerpen en bracht deze in productie voor de Forresters dat deden. Daarna vond Thorne dat alles legaal moest gaan zonder diefstal. Hij gebruikte wel de naam Forrester in het label, iets waar Ridge erg tegen gekant was. Nadat Stephanie ontdekte dat zij de rechtmatige eigenaar was van Forrester Creations stelde zij Thorne aan als directeur-generaal.
In 2006 kwam Darla om het leven nadat Taylor haar in een drunken bui omver gereden had. Thorne wist dit niet en Taylor troostte hem. Ze werden verliefd en Thorne vroeg haar ten huwelijk, maar toen uitkwam dat Taylor de oorzaak was van Darla’s dood verbrak hij de relatie.
Thorne raakte niet over de dood van Darla heen en greep naar drugs en alcohol. Op een avond zat hij dronken in een café en bood Donna Logan hem een lift naar huis aan. Thorne hallucineerde en dacht dat Donna Darla was. Donna, die zich wilde wreken op Stephanie, besloot misbruik van de situatie te maken en Thorne te verleiden. Thorne en Donna verloofden zich en Katie Logan kwam naar LA voor de bruiloft. Zij hoorde echter een gesprek tussen Donna en Jackie waarin Donna bekende dat ze niet verliefd was op Thorne. Katie vertelde dit aan Thorne, die de bruiloft afblies.